# Истинските Шумникови
„Истинските Шумникови“ (на английски: The Really Loud House) е американски комедиен сериал, разработен от Тим Хобърт, който се излъчва премиерно по Nickelodeon от 3 ноември 2022 г. Той е игрален спиноф на анимационния сериал „Къщата на Шумникови“, който използва някои от актьорите, участвали в телевизионния филм „Коледа с Шумникови“ през 2021 г.
През април 2023 г. сериалът е подновен за втори сезон, и е одобрен за хелоуински филм, озаглавен A Really Haunted Loud House.

## Актьорски състав
- Волфганг Шейфър – Линкълн Шумников
- Джахзир Бруно – Клайд Макбрайд
- Лекси ДеБенедито – Лори Шумникова
- Ева Карлтън – Лени Шумникова
- София Удард – Луна Шумникова
- Катрин Брадли – Луан Шумникова
- Аннака Фурнерет – Лин Шумникова младши
- Обин Брадли – Луси Шумникова
- Лекси Джанисек – Лиса Шумникова
- Ела Алън – Лиса Шумникова
- Мия Алън – Лола Шумникова
- Джоли Дженкинс – Рита Шумникова
- Браян Степанек – Лин Шумников старши / Роботът Тод (глас)
- Огъст Майкъл Питърсън/Лили Форд – Лили Шумникова
- Бела Бландинг – Чарли Уго
- Стивън Гуарино – Харолд Макбрайд
- Рей Форд – Харолд Макбрайд
- Матео Кастел – Зак Гърдъл
- Гейвин Мадокс Бъргман – Лиъм Хъникът
- Нолан Мадокс – Ръсти Споукс
- Тринити Джо-Ли Блис – Стела Жау
- Кевин Чамберлин – Флип Филипини
- Стивън Тоболовски – Уолтър Филипини
- Нийл Арноут – Звярът
- Лаурел Харис – госпожа Тайт
- Браян Томас Смит – г-н Болхофнър
- Джак Грифо – Ро-Бро
- Браян Джордж – доктор Симънс
- Кевин Йънг – Доктор
- Вики Лорънс – Джоан Шивърс
- Фил Люис – господин Рикшоу
- Джийн Ефрън – Възрастната дама
- Клайд Кусацу – господин Янага
- Кейт Бергерон – госпожа Алегра
- Къртни Кънингам – госпожа Дейзи
- Аначеска Браун – госпожа Райли

## Производство
На 24 март 2022 г. игралната версия на „Къщата на Шумникови“ е обявен за Paramount+. Главният актьорски състав на „Коледа с Шумникови“ повтаря ролите си от поредицата, включително Волфганг Шейфър в ролята на Линкълн Шумников и Джахзир Бруно като Клайд Макбрайд. Снимките на сериала започват в Албъркърки, Ню Мексико през юни 2022 г. През септември 2022 г. е обявено, че сериалът The Really Loud House ще се излъчи премиерно по Nickelodeon през ноември 2022 г. На 3 октомври 2022 г. е съобщено, че премиерата на сериала ще се излъчи на 3 ноември 2022 г.
На 4 април 2023 г. сериалът е подновен за втори сезон, съдържащ 20 епизода, заедно с хелоуински филм, озаглавен A Really Haunted Loud House. Един месец по-късно, производството за втория сезон е отменено поради пикетиране на продължаващата Стачка на Гилидята на сценаристите в Америка през 2023 г.

## Епизоди

### Сезон 1
| Номер | Заглавие                                                  | Оригинално заглавие                                                        | Излъчване          | Излъчване в България |
| ----- | --------------------------------------------------------- | -------------------------------------------------------------------------- | ------------------ | -------------------- |
| 1     | Мачо Мъж с план                                           | The Macho Man With the Plan                                                | 3 ноември 2022 г.  | 22 май 2023 г.       |
| 2     | Скучната работа                                           | The Chore Thing                                                            | 10 ноември 2022 г. | не е излъчен         |
| 3     | Перфектен недостатък                                      | The Blemish Dilemish                                                       | 17 ноември 2022 г. | 24 май 2023 г.       |
| 4     | Банановият сплит                                          | The Banana Split Decision                                                  | 24 ноември 2022 г. | 26 май 2023 г.       |
| 5     | Ро-Бро                                                    | Ro-Bro                                                                     | 1 декември 2022 г. | 23 май 2023 г.       |
| 6     | Искам да държа ръката ти                                  | I Wanna Hold Your Hand                                                     | 8 декември 2022 г. | не е излъчен         |
| 7     | Време е да летим                                          | The Guy Who Makes You Fly                                                  | 5 януари 2023 г.   | 29 май 2023 г.       |
| 8     | Мениджър с планер                                         | The Manager With the Planager                                              | 12 януари 2023 г.  | 25 май 2023 г.       |
| 9     | Сърце и душа                                              | Heart and Soul                                                             | 19 януари 2023 г.  | не е излъчен         |
| 10    |                                                           | No Louds Allowed                                                           | 26 януари 2023 г.  | не е излъчен         |
| 11    | Принцесата и Вечният Изумруд. Роял Уудс приказка - част 1 | The Princess and the Everlasting Emerald: A Royal Woods Fairytale - Part 1 | 2 февруари 2023 г. | 30 май 2023 г.       |
| 12    | Принцесата и Вечният Изумруд. Роял Уудс приказка - част 2 | The Princess and the Everlasting Emerald: A Royal Woods Fairytale - Part 2 | 9 февруари 2023 г. | 31 май 2023 г.       |
| 13    |                                                           | What's a Mother to Redo                                                    | 1 юни 2023 г.      |                      |
| 14    |                                                           | Better Together                                                            | 8 юни 2023 г.      |                      |
| 15    |                                                           | Home Is Where the Hero Is                                                  | 15 юни 2023 г.     |                      |
| 16    |                                                           | Spelling and Doorbelling                                                   | 15 юни 2023 г.     |                      |
| 17    |                                                           | Sweet Dreams Are Made of Cheese                                            | 22 юни 2023 г.     |                      |
| 18    |                                                           | All Is Fair in Love and Sleepovers                                         | 22 юни 2023 г.     |                      |
| 19    |                                                           | Some Buddy to Love                                                         | 29 юни 2023 г.     |                      |
| 20    |                                                           | Little-ol-lady-whoooo Has Talent                                           | 29 юни 2023 г.     |                      |

### Сезон 2
| Номер | Заглавие | Оригинално заглавие                                     | Излъчване            | Излъчване в България |
| ----- | -------- | ------------------------------------------------------- | -------------------- | -------------------- |
| 21    |          | A Musical to Remember - Part 1                          | 19 февруари 2024 г.  |                      |
| 22    |          | A Musical to Remember - Part 2                          | 19 февруари 2024 г.  |                      |
| 23    |          | The Tennessee Surprise: Love Is in the Air              | 6 март 2024 г.       |                      |
| 24    |          | Last Friend Standing                                    | 13 март 2024 г.      |                      |
| 25    |          | Louder by the Dozen                                     | 20 март 2024 г.      |                      |
| 26    |          | Nice Guys Finish First                                  | 3 юни 2024 г.        |                      |
| 27    |          | Loud Family Court: The Flames of Justice                | 4 юни 2024 г.        |                      |
| 28    |          | Get Out of Dodgeball                                    | 5 юни 2024 г.        |                      |
| 29    |          | Louds in Love                                           | 10 юни 2024 г.       |                      |
| 30    |          | The Other Man with Way Better Plans                     | 11 юни 2024 г.       |                      |
| 31    |          | McLouds vs Machine                                      | 12 юни 2024 г.       |                      |
| 32    |          | Loud Blues                                              | 17 юни 2024 г.       |                      |
| 33    |          | Little Sisters' Big Adventure                           | 18 юни 2024 г.       |                      |
| 34    |          | The Boyfriend Stays in the Picture                      | 19 юни 2024 г.       |                      |
| 35    |          | The Man with the Backup Plan                            | 18 септември 2024 г. |                      |
| 36    |          | The Odyssey                                             | 25 септември 2024 г. |                      |
| 37    |          | A Tale of Three Parties                                 | 2 октомври 2024 г.   |                      |
| 38    |          | Game Night                                              | 9 октомври 2024 г.   |                      |
| 39    |          | Epic Tales of Epic Fales: The Madman with the Plan      | 16 октомври 2024 г.  |                      |
| 40    |          | A Really Loud Thanksgiving: The Gobble Squabble Debacle | 26 ноември 2024 г.   |                      |

## В България
В България сериалът започва излъчване по на „Никелодеон“ на 22 май 2023 г. с разписание всеки делник от 20:00 ч.,
Той е достъпен в стрийминг платформата SkyShowtime, преведен попогрешка като „Много шумната къща“.

### Синхронен дублаж
| Роля                | Изпълнител                                |
| ------------------- | ----------------------------------------- |
| Линкълн             | Боян Николов                              |
| Клайд               | Любомир Димитров                          |
| Лори                | Августина-Калина Петкова                  |
| Лени                | Далия Георгиева                           |
| Луна                | Карина Андонова                           |
| Луан                | Юлия Лилова                               |
| Лин младша          | Малена Шишкова                            |
| Луси                | Александра Стефанова                      |
| Лиса                | Рада Грозданова                           |
| Лола                | Теодора Тренкова                          |
| Лана                | Жана Донева                               |
| Лин старши (бащата) | Константин Лунгов                         |
| Рита (майката)      | Мариета Петрова                           |
| Рип Хардкор         | Сотир Мелев                               |
| Говорител           | Сотир Мелев                               |
| Пасажер             | Сотир Мелев                               |
| Полицай             | Сотир Мелев                               |
| Тод                 | Сотир Мелев                               |
| Хауърд              | Сотир Мелев                               |
| Чейс                | Сотир Мелев                               |
| Лиъм                | Стефан Георгиев                           |
| Флип                | Стефан Сърчаджиев-Съра                    |
| Д-р Симънс          | Стефан Сърчаджиев-Съра                    |
| Г-н Янага           | Стефан Сърчаджиев-Съра                    |
| Г-н Граус           | Стефан Сърчаджиев-Съра                    |
| Чейс Старши         | Стефан Сърчаджиев-Съра                    |
| Джоан Шивърс        | Ася Рачева                                |
| Възрастна дама      | Ася Рачева                                |
| Г-жа Тайт           | Ася Рачева (Банановият сплит)             |
| Г-жа Тайт           | неизвестна актриса (Перфектен недостатък) |
| Г-жа Райли          | Ангелина Русева                           |
| Г-н Болхофнър       | Виктор Иванов                             |
| Доктор              | Виктор Иванов                             |
| Ейджей              | Виктор Иванов                             |
| Марти               | Виктор Иванов                             |
| Рикшоу              | Виктор Иванов                             |
| Стела               | Вая Сивкова                               |
| Джули               | Весела Петрова                            |
| Марни               | Весела Петрова                            |
| Рамирез             | Евгения Ангелова                          |
| Харолд              | Марио Иванов                              |
| Чудовище            | Марио Иванов                              |
| Шофьор              | Марио Иванов                              |
| Ро-Бро              | Николай Петров                            |
| Боби Сантяго        | Николай Петров                            |
| Уолтър              | Петър Калчев                              |
| Кевин               | Петър Каменов                             |
| Ръсти               | Петър Каменов                             |
| Чарли               | Сара Райкова                              |
| Батко               | Симеон Дамянов                            |
| Шериф               | Симеон Дамянов                            |
| Зак                 | Теодор Славов                             |
| Лили                | Явора Йовин                               |
| Зия                 | Дебора Георгиева                          |
| Анджи               | Дебора Георгиева                          |
| Хайку               | Дебора Георгиева                          |

| Обработка            | студио „Про Филмс“           |
| -------------------- | ---------------------------- |
| Режисьори на дублажа | Сотир Мелев Девора Иванова   |
| Тонрежисьори         | Марио Иванов Стефан Стефанов |
| Преводач             | Благовеста Димитрова         |